# Панченко, Владимир Евгеньевич
Владимир Евгеньевич Панченко (2 сентября 1954, село Демидовка Любашевского района Одесской области — 14 октября 2019) — советский и украинский литературный критик и литературовед, писатель, автор известных статей, монографий, учебников на литературную и историческую тематику, доктор филологических наук, профессор Национального университета «Киево-Могилянская академия», член Национального союза писателей Украины.

## Биография
Окончил филологический факультет Одесского государственного университета имени. И. Мечникова в 1975 году.
Автор многочисленных трудов по истории украинской литературы, в частности, «Юрий Яновский» (1988), «Владимир Винниченко: парадоксы жизни и творчества» (2004), «Неубиенная литература» (2007). Его перу принадлежит несколько литературно-критических книг и сценариев документальных фильмов. Старается придерживаться трех принципов: «Под лежачий камень вода не течет», «Не держи камень за пазухой», «Капля камень точит».
Народный депутат Верховной Рады Украины I созыва.
До 2015 года преподаватель кафедры литературоведения Киево-Могилянской академии.
Шеф-редактор и основатель издания «ЛітАкцент».
В 2018 году сообщалось о серьёзном заболевании у него и необходимости операции и длительного лечения.
В августе 2019 года решением городского совета города Кропивницкого Владимиру Панченко было присвоено звание почётного гражданина города.

## Награды
- 1995 — лауреат Международной премии имени Владимира Винниченко Украинского фонда культуры.
- 1996 — лауреат литературной премии «Благовест».
- 1998 — лауреат литературной премии имени Александра Белецкого.

## Публикации
- Панченко В. П. Диптих про втрачену свободу  // Наукові записки НаУКМА. — 2013. — Т. 150 : Філологічні науки. — С. 55—63.
- Панченко В. П. Тріада Юрія Шевельова // «Український Тиждень», 2010, № 1—2 — С. 114—115)